# Denise Crosbyová
Denise Crosbyová (* 24. listopadu 1957 Hollywood, Kalifornie) je americká herečka.
Narodila se v Hollywoodu Marylin Scottové a herci Dennisi Crosbymu, který byl synem známého zpěváka a herce Binga Crosbyho. Jako malá se rozhodla pokračovat v herecké tradici své rodiny. Jednou z jejích prvních rolí byla Lisa Davisová v mýdlové opeře Tak jde čas či Sally ve filmu 48 hodin (1982). Menší role obdržela v snímcích Stopa Růžového pantera (1982) a Kletba Růžového pantera (1983). V roce 1986 účinkovala ve videoklipu k písni „No Stranger to Love“ skupiny Black Sabbath.
V roce 1987 se zúčastnila castingu pro sci-fi seriál Star Trek: Nová generace a byla vybrána pro roli poradkyně Deanny Troi. Tehdy ale zasáhl tvůrce Star Treku Gene Roddenberry a prohodil obsazení: Crosbyová dostala roli bezpečnostní důstojnice Tashy Yarové, kterou původně měla hrát Marina Sirtisová, jež se na obrazovce nakonec objevila právě jako Deanna Troi. Postava Yarové byla zpočátku často využívána a některé díly se točily kolem ní, postupem času se ale dostávala do pozadí, což Crosbyové vadilo a nakonec se rozhodla odejít. Na konci první řady, v epizodě „Slupka všeho zla“, byla proto Tasha Yarová zabita nepřátelskou bytostí. Denise Crosbyová se tak objevila ve 22 dílech seriálu, později v několika jednotlivých dílech ještě hostovala, ať už jako samotná Tasha nebo její dcera, poloviční Romulanka Sela.
Po ukončení své „startrekovské“ kariéry pokračovala v natáčení různých filmů a seriálů, objevila se např. v seriálech Superman, Key West, Deníky červených střevíčků, Modelky s.r.o., Flash, Dexter, či filmech Drtivý dopad, Hřbitov domácích zvířátek, Jackie Brownová, Legend of the Phantom Rider nebo  Márnice
.
Mezi lety 1983 a 1990 byla vdaná za Geoffreyho Edwardse, syna režiséra Blaka Edwardse. Po rozvodu se v roce 1995 podruhé vdala za Kena Sylka, se kterým má syna Augusta Williama.